# Picardaea
Picardaea là một chi thực vật có hoa trong họ Thiến thảo (Rubiaceae).

## Loài
Chi Picardaea gồm các loài: